# 부여 정흥인의 묘
부여 정흥인의 묘는 대한민국 충청남도 부여군 부여읍에 있는 조선시대의 무덤이다. 2001년 1월 3일 부여군의 향토문화유산 제47호로 지정되었다가, 2010년 12월 30일 충청남도의 기념물 제182호로 승격 지정되었다.

## 개요
조선초기 문신 정인지(1396-1478)의 아버지 정흥인의 묘이다. 봉토주변에 호석을 설치한 형식으로 호석은 잘 다듬은 판석을 80cm높이로 팔각으로 두른 형태이다. 분묘 주변 석상은 장방형의 판석을 2매 동서로 배치하여 다른 상석보다 비교적 큰 규모이다. 호석을 비롯해 사용된 석재는 모두 백제시대에 사용하던 건축자재를 재사용한 것으로 보여진다. 특히 사각장대석에 문주가 섰던 사각형의 얕은 홈이 좌우에 파여져 있다.

## 같이 보기
- 정인지
- 정흥인

## 참고 자료
- 부여 정흥인의 묘 - 국가유산청 국가유산포털
- 부여 정흥인의 묘 - 부여군 문화관광